# Forsthaus Eichhof
Forsthaus Eichhof, auch Ausbau Eichhof genannt, ist eine Wüstung im Gebiet der Woiwodschaft Westpommern in Polen.
Die Wüstung liegt in Hinterpommern, etwa 80 Kilometer nordöstlich von Stettin und etwa 30 Kilometer südlich von Kołobrzeg (Kolberg), nahe dem östlichen Ufer des Studnica (Steudnitzsee).
Eichhof gehörte bis in das 19. Jahrhundert zum Rittergut Sternin. Auf der preußischen Generalstabskarte von 1840 ist es als „Eichhof od. Göhl Kathen“ verzeichnet. Im Rahmen der Separation wurde Eichhof, ebenso wie zugleich Groß Seebeck, Klein Seebeck, Knakenkaten und zwei weitere Holzwärterkaten, von Sternin abgetrennt und der neugebildeten Gemeinde Popiel-Seebeck zugeordnet. Heinrich Berghaus (1867) bezeichnete Eichhof in diesem Zusammenhang als ein „Nebenvorwerk“. Im Jahre 1871 zählte Eichhof 11 Einwohner, im Jahre 1905 nur 1 Einwohner. 1905 kam Eichhof zum Forstgutsbezirk Sophienwalde, wo es als Forsthaus genutzt wurde. Mit der Auflösung des Forstgutsbezirks im Jahre 1928 kam Eichhof zur Gemeinde Reselkow.
Bis 1945 bildete Eichhof einen Wohnplatz in der Gemeinde Reselkow und gehörte mit dieser zum Kreis Kolberg-Körlin in der preußischen Provinz Pommern. Nach 1945 kam Eichhof, wie ganz Hinterpommern, an Polen. Heute liegt Eichhof wüst. Die Wüstung liegt im Gebiet der polnischen Gmina Rymań (Landgemeinde Roman).